# Barão de Vastey
Jean Louis Vastey, mais conhecido como Barão de Vastey, nasceu em Ennery no Haiti, em 1781. Foi um dos mais importantes intelectuais haitianos pós-revolução e ocupou o cargo de secretário do Rei Henry Christophe I. Em seus escritos, denunciou os horrores do sistema de escravidão colonial, em particular em um de seus livros mais célebres, a saber, Le Système Colonial Dévoilé (1814), "sua mais importante contribuição ao humanismo moderno" (Daut 2017:59). No início do século XIX, Vastey era uma figura pública internacionalmente reconhecida em razão de seus escritos, que circulavam por todas as regiões do Atlântico, tendo sido resenhados em revistas e jornais franceses, americanos, alemães e britânicos (Daut 2017:13) e seus textos costumavam ser utilizados para provar as habilidades literárias de homens negros e para argumentar em favor de sua humanidade. Além disso, Vastey escreveu a primeira história completa do Haiti (Daut 2017:14). Após a Revolução do Haiti e a subsequente divisão da ilha entre diferentes governantes, assumiu diversos cargos sob a regência do Rei Christophe I, a quem serviu até sua morte em 1820.

## BIOGRAFIA
Jean Louis Vastey era filho de um colono escravizador francês chamado Jean Vastey, de Jumièges, e de uma “mulher livre negra” chamada Marie Françoise Élisabeth Dumas oriunda de uma família dona de uma rica plantation de Santo Domingo. Viveu na França entre 1790 e 1794, passando algum tempo na Normandia, onde os parentes de seu pai viviam, assim como em Paris. Vastey teve duas filhas chamadas Aricie e Malvina, esta última também conhecida como Améthyste. A historiadora Marlene Daut desenvolveu uma hipótese em um artigo de que Vastey atuou como poeta, em que fornece amplas evidências de que um certo poeta chamado “Pompée Valentin Vastey” estava publicando poesias nas principais revistas francesas no final do século XVIII e início do século XIX. Daut identificou quase quarenta poemas escritos por este Vastey, incluindo um celebrando a ascendência normanda do poeta, assim como muitos anúncios para livros de poesia, dentre eles um intitulado Anaïde et Alcidore, Poème érotique en quatre chants, que supostamente foi publicado em 1799 e 1800, mas não há mais registros de suas cópias. Porém, essa hipótese não foi amplamente confirmada por outros estudiosos.
Entre 1814-1819, Vastey publicou cerca de nove livros sob seu nome e muitos outros atribuídos a ele. Algumas de suas obras são: Réflexions sur une lettre de Mazères, Réflexions politiques sur quelques ouvrages et journaux français, concernant Hayti e Essai sur les causes de la révolution et des guerres civiles d’Hayti, Cri de la conscience, À mes concitoyens e sua principal obra Le système colonial dévoilé.
Considerado por muitos intelectuais um pensador responsável por uma antecipação visionária do anticolonialismo, principalmente em Le Systéme colonial dévoilé Vastey parte de seu contexto de vivência, Le Systéme colonial dévoilé criticando-o de um ponto de vista antiescravista, anticolonial e anti-racista (Martínez, 2018, 182; Balbuena et al., 2020, p. 1). Desde outra perspectiva, sua obra tem como objetivo afirmar a humanidade dos negros e das negras e a igualdade diante dos brancos e das brancas, uma tarefa intelectual que começou ainda no século dezoito dos dois lados do Atlântico - em particular, criticando um sistema que utilizava a suposta desigualdade para escravizar e torturar africanos e afrodiaspóricos. Para Marlene Daut, o uso dado por abolicionistas (século XIX) e anticolonialistas (século XX) aos escritos de Vastey faz dele "uma figura fundacional em um movimento filosófico do humanismo do Atlântico Negro cujo objetivo era romper com as filosofias iluministas que sustentavam a escravidão colonial e o racismo colonial" (Daut 2017:xviii).
Em uma carta datada de 1819 à Thomas Clarkson, Vastey relata que aos 15 anos, no ano de 1796, obteve seu primeiro encontro com o líder Toussaint Louverture, quando prestou serviço para o país sob o comando do General Toussaint e, posteriormente, sob o comando do imperador Dessalines e do Rei (Vastey and Bongie 2014: p. 26). Nos primeiros momentos da revolução haitiana, alista-se às tropas francesas e combate os revolucionários haitianos. Mais tarde, em 1803, ao tomar consciência da questão racial e ao se opor às táticas genocidas de Leclerc e Rochambeau, muda de lado e junta-se aos revolucionários (Daut, 2017, 11).
Os anos que se seguiram à revolução foram de grandes reviravoltas. Dessalines foi assassinado em 17 de outubro de 1806. Após sua morte, o Haiti foi dividido em três províncias, controladas por três antigos generais da Revolução Haitiana. No norte, Henry Christophe; no sul, Alexandre Pétion; o sudoeste do Haiti inicialmente foi governado por André Rigaud, até sua morte em 1811, quando passou as mãos, primeiro, do General Borgella e, por fim, em 1812, de Pétion. Pétion se declarou presidente e criou uma república democrática, segundo ele mesmo, nos moldes da república norte-americana. Ao seu turno, em 1811, Christophe transformou seu estado em uma monarquia constitucional, ainda que hereditária. E é precisamente este último que dá a Vastey seu título honorífico pelo qual veio a ser conhecido.
Vastey ocupa e mesmo acumula muitos cargos no reinado de Christophe I - inclusive o de tutor do filho e herdeiro do rei. O mais importante, ou ao menos aquele pelo qual veio a ser conhecido, é o de seu secretário, a quem é incumbida a tarefa de defender o reino por meio de escritos.
Christophe comete suicídio em outubro de 1820. Logo após, membros do seu governo que não se renderam a Boyer, inclusive Vastey, são assassinados.

## PENSAMENTO DE BARÃO DE VASTEYː LE SYSTÈME COLONIAL DÉVOILÉ
A epígrafe já anuncia o projeto de Vastey em O Sistema Colonial Desvelado: revelar o segredo horrível do sistema colonial de dominação branca que massacra e escraviza negros (Vastey e Bongie, 2014, pág. 92), condenando os escravizados a trabalhos duros, tortura, desprezo e mesmo à morte (Martínez, 2018: 195-196). A referência paródica a uma passagem do livro do colono francês Pierre Victor Malouet, em que este lamenta os efeitos da “dominação negra” sob Toussaint Louverture, é ilustrativa da estratégia retórica e argumentativa adotada por Vastey. Além disso, parte da originalidade do pensamento de Vastey está na conexão estabelecida entre o racismo e o colonialismo e na argúcia com que foi capaz de observar o elemento de poder e dominação presente no racismo.
Segundo Chris Bongie, O Sistema Colonial Desvelado é o único livro de Vastey a contar com uma dedicatória formal ao seu soberano (Vastey and Bongie 2014: 153), o Rei Henry Christophe I. Além disso, Barão de Vastey a utiliza para fazer referências importantes à soberania do Haiti, reivindicada por Christophe, e suas conexões com os direitos dos homens, com a opressão racial e com a história do próprio Haiti.
Vastey abre a introdução com um apelo aos líderes e nações europeias, se conectando com as leituras políticas dos abolicionistas, mencionando Alexander I (1777-1825) - imperador russo, visto pelos abolicionistas britânicos como um forte aliado - e fazendo referências pragmáticas e ideológicas à “grande e magnânima Nação Britânica” (Vastey and Bongie 2014:95). Além disso, louva aquilo que considera avanços da luta na direção da abolição permanente da escravidão, ao mesmo tempo em que denuncia a insistência da França em manter o tráfico transatlântico por mais cinco anos, explorando retoricamente as contradições políticas e morais francesas. Nesse contexto, avaliado como “propício para o povo haitiano” (Vastey and Bongie 2014:96), também relembra o manifesto publicado pelo Rei Christophe I em 18 de setembro de 1814 (o documento buscava sustentar a independência haitiana diante do Tribunal das Nações e é responsável pela boa percepção dos abolicionistas britânicos em relação ao reinado de Christophe) e anuncia a tarefa auto imposta de “desvelar o bárbaro Sistema Colonial que nos oprimiu por séculos” (Vastey and Bongie 2014:96). O contexto histórico em que se encontravam os escravizados e a ênfase dada aos seus relatos servem o propósito de denunciar e criticar os horrores coloniais e racistas da Europa colonizadora. (Balbuena e Bruschetti, 2020, p. 1). A proposta de Vastey é oferecer uma crítica ao colonialismo enquanto um sistema baseado na violência, roubo, pilhagem entre outros tipos de violências (Bongie, 2005, 78).
A primeira seção do livro tem uma tripla divisão e consiste em um relato histórico da colonização das Américas e do Haiti em particular, dos atos violentos perpetrados pelos europeus nas Américas, culminando com a “monstruosidade desse tráfico”. Assim, o primeiro passo consiste em falar da violência cometida no novo mundo pelos europeus, indicando que “os seus [dos europeus] primeiros passos foram acompanhados por crimes em grande escala, massacres, destruição de impérios, obliteração de nações inteiras das fileiras dos vivos” (Vastey and Bongie 2014:97), cujas fúteis motivações eram a cobiça, a crueldade, a arrogância e a vontade de poder. Esses terríveis crimes levaram ao extermínio da população original do próprio Haiti. O lamento pelos dizimados é acompanhado de uma apologia às armas - um meio de resistência contra os tiranos e um argumento em favor da autodefesa dos haitianos contra as violências cometidas pelos europeus. Apoiando-se na Introdução ao Manuel des habitans de Saint-Domingue de Ducœurjoly, texto que cita generosamente, Vastey produz uma breve história da ilha e de seus habitantes, narrando suas condições antes e depois da chegada dos europeus. Assim, conecta a escravidão e os atos bárbaros e violentos dos europeus com a dizimação da população indígena original e com a busca de novos trabalhadores explorados, precisamente negros oriundos da África. Nesse contexto, o estilo argumentativo de Vastey - explorando as contradições dos defensores da escravidão, seus vícios morais e sua ignorância - é utilizado para responder a afirmação de que o tráfico era positivo para os africanos. Para Vastey, "[A] posteridade ficará espantada que um sistema tão horrível, que é baseado na violência e no roubo, na pilhagem e na mentira, nas mais sórdidas e impuras formas de vício, tenha encontrado zelosos apologistas entre as nações iluminadas da Europa" (Vastey and Bongie 2014:102). Em outras palavras, trata-se de difamar os africanos para justificar a escravidão e esconder seus crimes, afirmando a impossibilidade de civilizar os territórios africanos. Respondendo a um argumento ainda hoje utilizado (de que a escravidão seria produto de práticas dos próprios africanos), Vastey observa que culpa pertence única e exclusivamente dos traficantes europeus, que se valem da manipulação política e de métodos violentos para atingir seus objetivos. Os capturados, por sua vez, são tratados como mercadoria, de maneira violenta e colocados à força nos navios responsáveis por transportá-los, onde sofrem com a crueldade e a desumanidade dos escravizadores e têm seus vínculos com suas famílias e comunidades quebrados - mais um ponto em que podemos visualizar uma argumentação moral que mistura o apelo a sentimentos e a descrição de cenas de violência e crueldade.
Um dos objetivos centrais de Vastey consistiu em atacar os pressupostos racistas dos discursos filosóficos ocidentais “que apresentaram africanos e afrodiaspóricos como povos sem história e como povos que nunca contribuíram com a história" (Daut 2017:1) e que sustentavam a escravidão, o colonialismo e as ideias racistas produzidas a respeito do Haiti e sua história. Para Daut, as observações de Vastey mostram como o humanismo do Atlântico Negro sempre foi vindicacionista em alguma medida. David Scott define o termo “vindicacionismo” como uma “prática de oferecer evidências para refutar uma alegação desgradável ou incorreta e uma prática de reclamação, e, de fato, de resgate daquilo que foi negado” (Scott, 2004, p. 83). Assim sendo, parte importante da discussão vindicacionista promovida por Vastey gira em torno da humanidade de negros e negras e daquilo que se imaginava como signo da humanidade, a civilização. Contrapondo-se ao argumento de que é impossível civilizar a África e apoiando-se em relatos de viajantes, Vastey passa a dar exemplos do que considera comportamentos civilizados de africanos - sua sensibilidade, sua generosidade e outras qualidades naturais aos africanos - e expor comportamentos que considera bárbaros em povos europeus. Seu argumento visa mostrar também que o tráfico escravista não nasce das boas intenções europeias de civilizar africanos e africanas, mas do racismo. Em verdade, portanto, Vastey clama: relatos caluniosos e narrativas absurdas servem apenas ao propósito de justificar as violências cometidas pelos europeus!
“A posteridade nunca vai creditar o fato, de que um século esclarecido como o nosso, alguns homens a quem chamam a si mesmos de acadêmicos e filósofos e tenham se esforçado para reduzir outros homens para a condição de feras (bestas) brutas, por negar que há um tipo fundamental de raça humana, e que eles tenham o feito tão somente para manter o privilégio abominável de oprimir uma porção da humanidade”.
O excerto citado é importante não apenas por condensar o argumento que Vastey vinha sustentando nas páginas anteriores, a saber, que o preconceito e a negação da humanidade de negros e negras era apenas um modo de manter a sua opressão. Nele, Vastey também ataca filósofos e especialistas, responsáveis, em seu juízo, por tentarem reduzir negros e negras a um ser meramente material, isto é, “brutas bestas”, por meio de uma afirmação de que existiriam diversas raças humanas. Na sequência, lista e descreve com brevidade uma série de argumentos pseudocientíficos utilizados para provar a suposta inferioridade de negros e negras. De modo curioso, finaliza afirmando que “diante de tais absurdos, o que se pode responder? Deve ser assim. Três “vivas” para a ciência!”. Vastey finaliza a seção com um argumento de ordem moral e religiosa contra a escravidão e as mentiras contadas para sustentá-la, lembrando da regra de ouro (“não faça aos outros o que não deseja que seja feita a você”) e do mito da criação de todos os seres humanos enquanto iguais e pertencendo à mesma família. Vastey, em Le système colonial dévoilé, debate as várias noções básicas iluministas que dominaram e constituíram a modernidade colonial, como: civilização, barbárie, raça e progresso, sem descartá-las absolutamente, mas incluindo e assumindo-as parcialmente. Seu principal objetivo era ressignificá-las e descolonizá-las (Martínez, 2018, 182; Balbuena e Bruschetti, 2020, p. 1).  Ele propôs argumentos anticoloniais assim como asseriu a identidade negra, assim como da ênfase para narrativas coloniais que precisam de alternativas contra-discursivas para o colonialismo, pois a história antes desses escritos era realizadas por brancos que viviam dentro do colonialismo iluminista. O colonialismo parte de sistema perverso da dominação dos brancos sobre os negros (Martínez Peria, 2017, p. 122).
A segunda parte do livro se chama “Do Regime Colonial, ou os Horrores da Escravidão”. Nela, dirigindo-se aos europeus, produz uma longa e dolorosa descrição de casos de violência cometidos contra negros e negras, nomeando os colonos e colonas que os cometeram. O texto é uma denúncia das crueldades inerentes ao regime colonial e dos “monstros” que as executavam. Há dois aspectos que tornam a construção argumentativa e política de Vastey original: (i) a deliberada decisão de contar a história de um ponto de vista haitiano, uma vez que até então ela vinha sendo contada do ponto de vista dos brancos colonizadores, que faziam de tudo para velar “a enormidade desses crimes” (Vastey and Bongie 2014: 118); (ii) a estratégia de buscar os testemunhos dos próprios oprimidos, atacando assim o silenciamento que sempre sofreram. Como ele mesmo afirma: "Despertarei os restos mortais das numerosas vítimas que vocês empurraram para o túmulo, e tomarei emprestadas suas vozes para que eu possa desvendar seus atos sujos. Eu irei exumar aqueles pobres infelizes que vocês enterraram vivos. Consultarei as sombras dos mortos, aqueles infelizes compatriotas meus que lançastes vivos numa fornalha ardente; aqueles que mandastes colocar no espeto, assados, empalados ou submetidos a mil outras formas de tortura inventadas pelos poderes do inferno!" (Vastey and Bongie 2014:116).
As descrições dos atos de violência cometidos contra escravizados e escravizadas ocupam muitas e muitas páginas do livro. O tamanho da denúncia tem um efeito retórico importante. Mas ainda mais decisiva para o esforço argumentativo de Vastey é a linguagem utilizada (na descrição tanto das crueldades, quanto de suas motivações, todas elas vãs, fúteis, gratuitas, meras demonstração de um poder absoluto sobre a vida dos oprimidos e das oprimidas da ilha): objetiva, sem floreios, consciente de seus limites na tarefa de descrever a violência que se abateu sobre os oprimidos. Em outras palavras, trata-se de escrever uma denúncia, sustentada pelos testemunhos de sobreviventes e de famílias de pessoas que acabaram perecendo, exemplificando o tratamento dado a negros e negras com relatos das situações de violência, as descrevendo em detalhe e com os nomes do perpetuadores. Esses relatos de violências passados oralmente são consideradas fontes relevantes que documentam seu trabalho histórico (Balbuena et al., 2020, p. 1). Assim, as narrativas dos escravizados é trazida para dar ênfase nos horrores passados. Essa metodologia é utilizada pelas ciências humanas como uma metodologia de análise de narrativas, assim como um método de apelar para o leitor e revelar as experiências daqueles que a viveram (Riessman, 2008, pág.89). A análise das narrativas vai além do que os estudiosos brancos fizeram, mostram a realidade através da perspectiva dos escravizados e indicam que a violência não era casual, mas resultado de uma estrutura que potencializava a agressão.
Duas passagens podem ilustrar adequadamente o estilo e os objetos do relato de Vastey:
“Jouaneau, colonizador, residente da Grande Rivière, pregou um de seus negros a uma parede pelas orelhas. Quando o sofrimento do homem assim torturado foi suficientemente prolongado, ele pegou uma navalha e cortou as orelhas, raspando-as perto do crânio; após terem sido assadas sob suas ordens, ele forçou o pobre coitado a comer suas próprias orelhas” (Vastey and Bongie 2014: 118).
“Langlade, colonizador, residente da Anse-à-Veau, inventou sua própria forma especial de tortura, que ainda não encontrei na extensa nomenclatura de crimes cometidos pelos colonos. Quem quer que ele quisesse submeter a esta tortura era primeiro agarrado e levada duzentas ou trezentas chicotadas, depois das quais ele colocaria o homem dentro de um formigueiro, onde o pobre coitado morria de uma morte excruciante, devorada pelas mordidas daqueles insetos” (Vastey and Bongie 2014: 132).
Vastey também dedica-se a mostrar a injustiça da lei e do judiciário dos colonizadores, com seu tratamento desigual e opressor, destinado a absolver previamente os brancos e liberá-los para cometer todo tipo de atrocidade com a certeza da impunidade. Ao mesmo tempo, aponta como as condições desumanas produzidas pelos colonos levam africanos e afrodiaspóricos ao embrutecimento - embrutecimento que depois era utilizado como argumento em favor da própria escravidão, como se esta fosse uma espécie de essência de negros e negras.
Vastey também discorre a respeito de negros e negras “livres”. As aspas são significativas e indicam a sua avaliação: embora estas pessoas não pertençam a qualquer colonizador em particular, “o público branco é seu mestre” e o racismo é uma continuação da escravidão. Para Vastey, eles sofreram as mesmas humilhações e degradações que os escravos. E não à toa, para manter o jugo colonial, as pessoas “livres” eram submetidas a decretos e regulações absurdos que acabavam por sancionar o preconceito de cor, eram perseguidos pela vergonha e pelo estigma e a precariedade de suas vidas os faziam vítimas fáceis para seus opressores brancos. Em outras palavras, o que estava em jogo uma vez mais era o racismo, determinação fundamental da sociedade colonial e de seus códigos, de suas regras e de suas práticas, e sustentada por uma conexão entre a desumanização das pessoas escravizadas e as teorias da não-humanidade dos africanos.

## BIBLIOGRAFIA
- Balbuena, Y., & Bruschetti, L. (2020). Jean Louis Vastey y la revolución epistemológica haitiana . Anuario De La Escuela De Historia, (33). https://doi.org/10.35305/aeh.vi33.303
- Chris Bongie (2005). Baron de Vastey and the mulatto legend of Dereck Walcott's haitian trilogy, Yale french studies 107, 77-78.
- DIVIDED ISLAND: HOW HAITI AND THE DR BECAME TWO WORLDS. Direção: Vox. [_S. l.: s. n._], 2017. (15:51). Disponível em: (https://www.youtube.com/watch?v=4WvKeYuwifc). Acesso em: 4 jan. 2022.
- Martínez Peria, J. F. (2017). Jean Louis Vastey, precursor del anticolonialismo en América Latina. Revista e-l@tina, 15(58), 57-75. Recuperable en: https://publicaciones.sociales.uba.ar/index.php/elatina/article/view/2152/pdf_46
- Riessman, Catherine Kohler (2008). Narrative methods for the human sciences. Sage Publications, Inc.
- Scott, David. Conscripts of Modernity: The Tragedy of Colonial Enlightenment. Durham: Duke UP, 2004. Print.
- STUDIES, N. B. in C. **New Books in Caribbean Studies - Marlene Daut, “Baron de Vastey and the Origins of Black Atlantic Humanism” (Palgrave, 2017)**. [_S. l._], [_s. d._]. Disponível em: (https://podcasts.google.com/feed/aHR0cHM6Ly9mZWVkcy5tZWdhcGhvbmUuZm0vTElUNjQ4ODg2NDg1Nw/episode/aHR0cDovL25ld2Jvb2tzbmV0d29yay5jb20vP3A9NzAzNjU). Acesso em: 4 jan. 2022.

1. ↑  Parte importante da discussão antirracista e abolicionista consistia na tentativa de demonstrar a humanidade de negros e negras. E a escrita era um elemento importante dessa estratégia, na medida em que ela provaria as habilidades artísticas e intelectuais de africanos e afrodiaspóricos. Por essa razão que os escritos do Vastey, considerados bons escritos, eram utilizados para provar a humanidade de homens negros.
2. ↑  Havia outras histórias do Haiti, e, outras mais estavam sendo escritas e utilizadas como propaganda antirrevolucionária. A avaliação, não apenas de Vastey, é de que era necessário que os próprios haitianos escrevessem uma história do Haiti. Os motivos passam por um "desejo de restabelecer a verdade", evitar o bias racista dos europeus, etc.
3. ↑  Diferente desse dado, Segundo Marlene Daut, Vastey publicou num período de cinco anos 11 textos com temáticas antiescravidão e anticolonialismo (Daut 2017:xvii).
4. ↑  "Posterity will never credit the fact that, in an enlightened century like ours, some men who call themselves scholars and philosophers have endeavored to reduce other men to the condition of brute beasts, by denying there is but one original type of the human race, and that they have done so solely for the sake of maintaining the abominable privilege of oppressing one portion of humankind" (Vastey and Bongie 2014:113).
5. ↑  "In the face of such absurdities, what can one say in return? It must be so. Three cheers for science!" (Vastey and Bongie 2014:114)